# Atarba (Ischnothrix) scutellata
Atarba (Ischnothrix) scutellata is een tweevleugelige uit de familie steltmuggen (Limoniidae). De soort komt voor in het Neotropisch gebied.